# SMIM7
SMIM7 (англ. Small integral membrane protein 7) – білок, який кодується однойменним геном, розташованим у людей на короткому плечі 19-ї хромосоми. Довжина поліпептидного ланцюга білка становить 75 амінокислот, а молекулярна маса — 8 631.
| 10         |  | 20         |  | 30         |  | 40         |  | 50         |
| ---------- |  | ---------- |  | ---------- |  | ---------- |  | ---------- |
| MIGDILLFGT |  | LLMNAGAVLN |  | FKLKKKDTQG |  | FGEESREPST |  | GDNIREFLLS |
| LRYFRIFIAL |  | WNIFMMFCMI |  | VLFGS      |  |            |  |            |

A: Аланін

C: Цистеїн

D: Аспарагінова кислота

E: Глутамінова кислота

F: Фенілаланін

G: Гліцин

I: Ізолейцин

K: Лізин

L: Лейцин

M: Метіонін

N: Аспарагін

P: Пролін

Q: Глутамін

R: Аргінін

S: Серин

T: Треонін

V: Валін

W: Триптофан

Локалізований у мембрані.